# 磁碟工具程式
磁碟工具程式（Disk Utility）是在Mac OS X中用來作磁碟相關任務的工具名稱。這些工作包含：
- 磁碟映像檔的建立。
- 掛載、卸載、以及退片（包括硬碟、可移除媒體和磁碟映像檔）。
- 使日誌式檔案系統功能開啟或關閉。
- 驗證磁碟的完整性，以及當磁碟有損壞時進行修復。
- 驗證和修復權限。
- 磁碟刪除、格式化、分割。
- 復原。
- 燒錄磁碟映像擋到CD或DVD。
- 檢查硬碟的S.M.A.R.T狀態。

磁碟工具程式隨著Mac OS X v10.3而有所更新。在Mac OS X 10.3之前，磁碟工具程式的功能是分開在兩個應用程式上：Disk Copy和Disk Utility。Disk Copy適用來建立和掛載磁碟映像檔，Disk Utility之前用來作格式化、分割、驗證和修復檔案結構。
在Mac OS X之前的Mac OS版本，類似磁碟工具程式驗證特色的相似功能可以在Disk First Aid應用程式中找到。另外一個應用程式稱為Drive Setup用來作磁碟格式化和分割，且Disk Copy應用程式是用來與磁碟映像檔一起工作之用。